# Franz Olschowsky
Franz Olschowsky (* 25. März 1937; † 30. August 2012) war ein deutscher Regisseur des Musiktheaters.

## Leben
Franz Olschowsky studierte in Weimar von 1961 bis 1963 und danach bis 1968 in Berlin Theaterwissenschaft und Regie, so bei Walter Felsenstein und Götz Friedrich.
Danach wurde er von Harry Kupfer als Assistent ans Deutsche Nationaltheater Weimar geholt.
Von dort ging Olschowsky als Oberspielleiter nach Freiberg, bis er 1972 dem Ruf der Bühnen der Stadt Gera folgte. Dort war Olschowsky mehr als 25 Jahre tätig – von 1989 bis 1992 als Operndirektor.
Er inszenierte rund 100 Werke aller Genres des Musiktheaters, so etwa die Opern Der Rosenkavalier, Der fliegende Holländer, Salome, Jenufa, Macbeth sowie Musicals wie Cabaret und Evita und zahlreiche Operetten, zuletzt 1998 Die keusche Susanne.

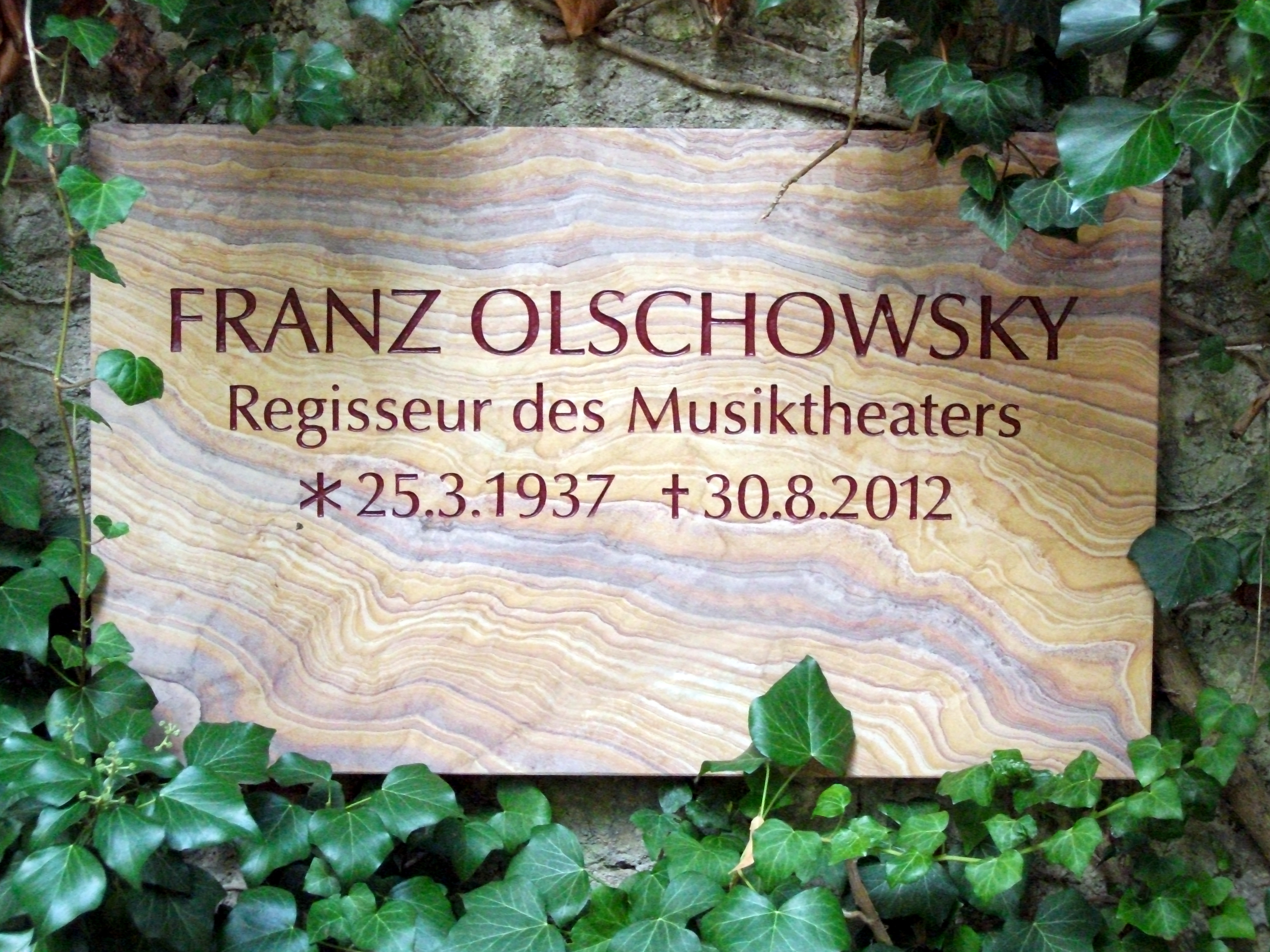
Gedenkplatte an der Grabstätte von Franz Olschowsky auf dem Historischen Friedhof Weimar

Olschowsky hat seine letzte Ruhestätte an der Friedhofsmauer des Historischen Friedhofs Weimar gefunden.